# Amazonentulus
Amazonentulus es un género de Protura en la familia Acerentomidae.

## Especies
- Amazonentulus amazonicus (Nosek, 1972)
- Amazonentulus brasilianus (Nosek, 1973)
- Amazonentulus hangmannarum (Tuxen, 1976)
- Amazonentulus ovei (Tuxen, 1976)